# Tribos (programa de televisão)
Tribos foi um programa de televisão transmitido pelo canal de televisão a cabo brasileiro Multishow, que mostrava a diversidade das tribos urbanas. Foi  apresentado pela atriz Daniele Suzuki. O programa já abordou tribos muito variadas como os emos, metaleiros, aeromodelistas, parkour, bandas de garagem, reggae, skate, modelos, garçons, porteiros, bregas, jiu-jitsu, stock car, funk, e muitos outros. O programa mostrava o que as tribos comem, o que vestem, o que ouvem, que lugares frequentam, quais suas manias, seus ídolos, suas histórias, etc. A cada programa, Dani percorria  os principais points e eventos das tribos em busca de informações, de conhecer muitas figuras de cada tribo e de viver as experiências que cada tribo proporciona. A série foi um dos programas mais assistidos do canal Multishow.[carece de fontes?]